# Ilhas Ashmore e Cartier
O Território das ilhas Ashmore e Cartier é composto de dois grupos de ilhas tropicais desabitadas no Oceano Índico, situadas a noroeste da Austrália e sul da Indonésia, a 12°14'S, 123°5'E. Incluem o recife Ashmore (ilhéus oriental, médio e ocidental) e a Ilha Cartier, perfazendo no total 5 km².
Ainda que tenham uma extensão costeira de 74,1 km, não existem portos. O desembarque é feito a alguma distância da costa.
Fazem parte do Território do Norte australiano, sendo administradas, a partir de Canberra pelo Australian Department of the Environment, Sport, and Territories (Departamento australiano do ambiente, desporto e territórios). A sua defesa está a cargo do governo australiano. A Real Marinha Australiana e a Real Força Aérea Australiana fazem aí visitas periódicas.
Sazonalmente, a manutenção dos espaços é zelada por pessoas designadas para esse fim.  A "Ashmore Reef National Nature Reserve" (Reserva Natural Nacional do Recife de Ashmore) foi estabelecida em Agosto de 1983. Não há qualquer atividade económica relevante no território (pescadores indonésios têm permissão para penetrar em determinados locais).
As ilhas foram listadas como sítio Ramsar 1220 de acordo com a Conventção Ramsar de Áreas Húmidas.